# Inga codonantha
Inga codonantha är en ärtväxtart som beskrevs av Henri François Pittier. Inga codonantha ingår i släktet Inga och familjen ärtväxter. Inga underarter finns listade i Catalogue of Life.